# Estranged
Estranged je píseň americké hard rockové kapely Guns N' Roses vydaná v roce 1991 na albu Use Your Illusion II. O tři roky později, v roce 1994, vyšla píseň jako singl. Estranged je druhou nejdelší písní Guns N' Roses a nejdelší písní na albu Use Your Illusion II. Píseň má několik slok, výrazná sóla na pianu a na kytaře, ale žádný ústřední refrén.
Přes devět minut dlouhý videoklip patří do neoficiální trilogie monumentálních videoklipů jejichž natáčení stálo dohromady přes 4 miliony dolarů. Dalšími dvěma písněmi této trilogie jsou November Rain a Don't Cry.
Ve videoklipu se objevují definice slov illusion, estrange(d) a disillusion.
Estranged je mnohými fanoušky považována za jednu z nejlepších písní, které Guns N' Roses nahráli.